# Mas Roig (Ordis)
El Mas Roig és un edifici del municipi d'Ordis (Alt Empordà) inclosa en l'Inventari del Patrimoni Arquitectònic de Catalunya.

## Descripció
Can Roig es troba a uns quatre-cents metres a migdia de l'església de Pols. És una gran masia que consta de dos grans cossos que s'uneixen en angle recte. El cos més gran posseeix teulada a quatre vents i obertures a les dues façanes principals; a la façana principal, la de la porta d'accés, les obertures són rectangulars i emmarcades en pedra, hi ha una eixida a la que hi donen dues obertures i que s'aixeca sobre unes arcades en punt rodó. Igualment hi ha una altra eixida a l'altre costat del cos que talla l'edifici perpendicularment.
Del cos perpendicular no tan deformat com l'altre destaquen les finestres d'arc rebaixat del pis superior i una finestra, amb pedra arenosa, situada prop de la porta principal amb motllures en el seu ampit.
Són de destacar els ràfecs de quatre i sis filades. A tota la masia trobem aparell divers: còdols, argamassa i algun carreu als cantons.